# NGC 1502
NGC 1502 (другое обозначение — OCL 383) — молодое рассеянное звёздное скопление в созвездии Жирафа.
Этот объект входит в число перечисленных в оригинальной редакции «Нового общего каталога».
Расположено на периферии звёздной ассоциации Жираф OB1, вероятно в рукаве Ориона. Оценки расстояния до NGC 1502 варьировалась от 0,7 до 3,7 килопарсек, однако по последним фотометрическим измерениям 2018 года расстояние равно 1117+96
−89 пк. В предположении солнечной металличности возраст скопления составляет 5 млн лет.